# Tipula (Lunatipula) kerkis
Tipula (Lunatipula) kerkis is een tweevleugelige uit de familie langpootmuggen (Tipulidae). De soort komt voor in het Palearctisch gebied.